# Dare Rose
Oludare Anthony Rose, detto Dare (New York, 1º novembre 2002), è un nuotatore statunitense.

## Carriera
Ai mondiali di Fukuoka 2023 ha vinto la medaglia d'oro nella staffetta 4x100m stile libero, assieme a Ryan Murphy, Nic Fink e Jack Alexy, facendo segnare il nuovo record dei campionati in 3'27"20.

## Palmarès
- Mondiali

Fukuoka 2023: oro nella 4x100m misti, bronzo nei 100m farfalla e nella 4x100m misti mista.
Singapore 2025: bronzo nella 4x100m misti.
- Mondiali in vasca corta

Budapest 2024: argento nella 4x100m misti e nella 4x100m misti mista.
- Mondiali giovanili

Budapest 2019: oro nella 4x200m sl, argento nella 4x100m misti.